# Fintoag
Fintoag – wieś w Rumunii, w okręgu Hunedoara, w gminie Lăpugiu de Jos. W 2011 roku liczyła 258 mieszkańców.